# Gitanjali Rao (scientifique)
Pour les articles homonymes, voir Gitanjali Rao et Rao.
Gitanjali Rao, née le 19 novembre 2005, est une inventrice, scientifique et promotrice des disciplines STIM américaine. Elle remporte le Challenge Discovery 3M du jeune scientifique en 2017. Forbes la classe dans sa liste des 30 personnes de moins de 30 ans les plus influentes pour leurs innovations. Elle est nommée Meilleure jeune innovatrice par Time en 2020 pour ses innovations et ses « ateliers d'innovation » qu'elle anime à travers le monde. Le 4 décembre 2020, Time fait sa couverture sur Rao et la nomme « Enfant de l'année ».

## Jeunesse
Gitanjali Rao est originaire de Lone Tree (Colorado). Ses deux parents sont informaticiens. Elle fréquente le STEM School Highlands Ranch. Elle souhaite étudier la génétique et l'épidémiologie au Massachusetts Institute of Technology,,. À l'âge de 11 ans, elle s'exprime sur les inégalités de revenus salariaux entre hommes et femmes.

## Carrière
Gitanjali Rao entend parler de la crise de l'eau à Flint en regardant les informations,,. Elle s'intéresse aux moyens de mesurer la teneur en plomb de l'eau. Elle développe un appareil à base de nanotubes de carbone qui peut envoyer des informations via Bluetooth. Rao collabore avec un chercheur scientifique de 3M. En 2017, Rao remporte le Challenge Discovery 3M du jeune scientifique et reçoit 25 000 $ pour son invention, Tethys,,. Tethys contient une batterie 9 volts, une unité de détection de plomb, une extension Bluetooth et un processeur. Elle utilise des nanotubes de carbone, dont la résistance change en présence de plomb,. Elle a découvert les nanotubes de carbone en lisant le site web du Massachusetts Institute of Technology. Elle prévoit de travailler avec des scientifiques et des professionnels de la santé pour étudier la viabilité de Tethys. Elle présente son projet à la conférence MAKERS 2018 et récolte 25 000 $ supplémentaires. En janvier 2019, elle travaille avec l'usine d'eau de Denver : elle espère avoir un prototype d'ici 2021.
Elle participe à 3 conférences TEDx. En septembre 2018, Rao reçoit le prix environnemental de la jeunesse du président de l'Agence américaine de protection de l'environnement.
Rao reçoit le prix « Top Santé » du Ignite Innovation Student Challenge de TCS en mai 2019 pour avoir développé un outil de diagnostic basé sur les progrès du génie génétique pour le diagnostic précoce de la dépendance aux opioïdes autorisés.
Elle a également développé Kindly, une application pour téléphone et une extension de navigateurs web qui vise à prévenir le harcèlement en ligne.
Elle est aussi une pianiste accomplie. Selon sa mère, quand Gitanjali Rao avait trois ans, elle a demandé ce qu'elle pouvait faire pour aider quelqu'un qui était malade et on lui a suggéré de jouer de la musique.
Elle est membre des scouts et s'est inscrite au programme Scouting STEM (Science, technologie, ingénierie et mathématiques) aux États-Unis.
En décembre 2020, Rao est la première personne à recevoir le titre d'enfant de l'année du magazine Time, après avoir été sélectionnée parmi 5 000 candidats entre 8 et 16 ans. Dans une interview menée par Angelina Jolie, elle se définit comme une « scientifique atypique » : jeune, femme et non-blanche.